# Buick Centurion
Buick Centurion – samochód osobowyklasy luksusowej produkowany pod amerykańską marką Buick w latach 1971 − 1973. 

## Historia i opis modelu

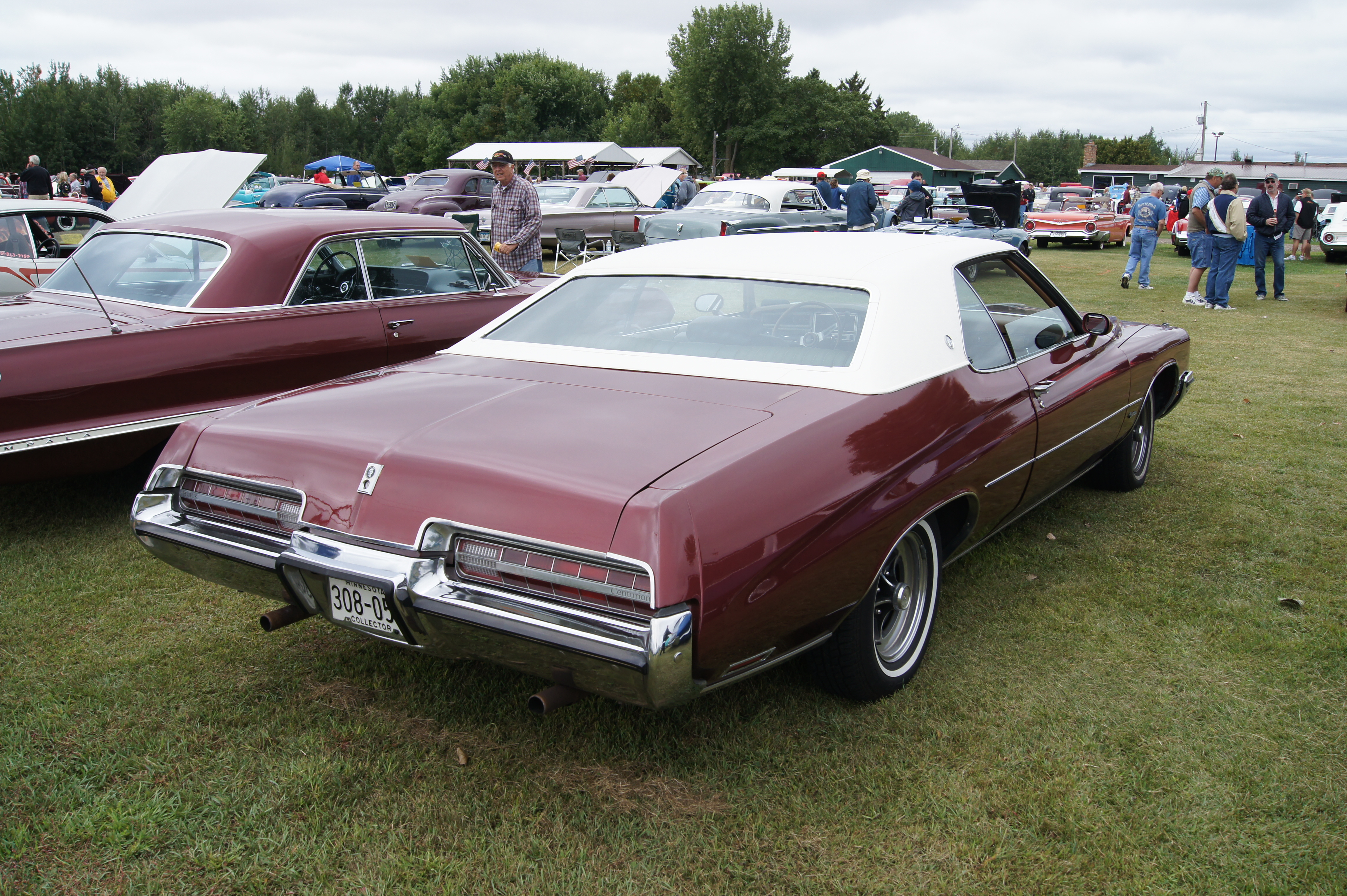
Buick Centurion - tył

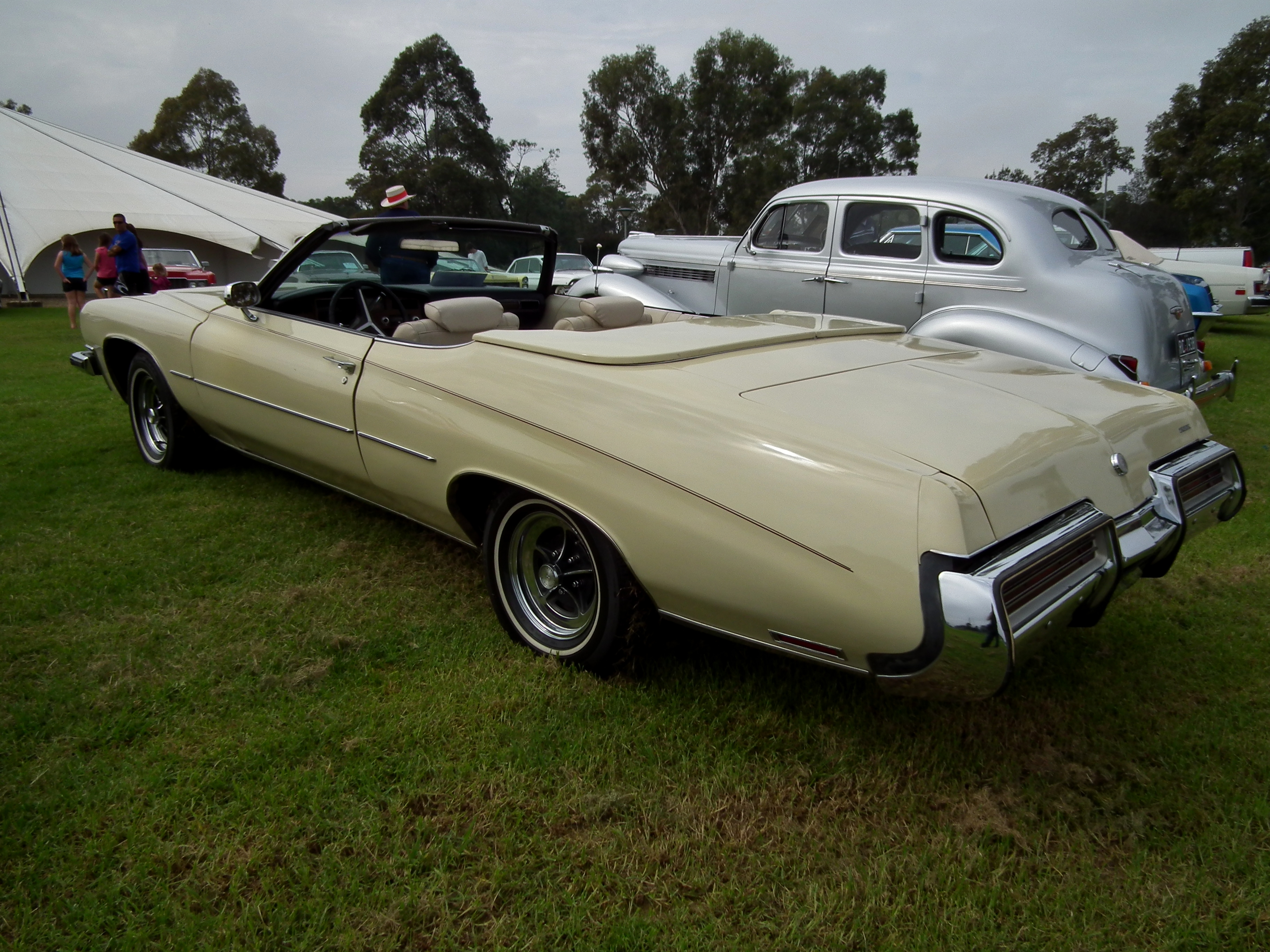
Buick Centurion Kabriolet

W 1971 roku Buick zaprezentował następcę modelu Wildcat o nazwie Centurion, który zbudowano na platformie GM B wraz z wieloma innymi pokrewnymi modelami marek General Motors z tego okresu. Centurion oferowany był w trzech wariantach nadwoziowych, pozostając w produkcji jedynie przez 2 lata. W 1973 roku zastąpiły go dwa modele – Century oraz LeSabre.

### Wersje wyposażeniowe
- S
- GS

### Silniki
- V8 4.5l
- V8 7.5l